# Pierrecourt (Sekwana Nadmorska)
Pierrecourt – miejscowość i gmina we Francji, w regionie Normandia, w departamencie Sekwana Nadmorska.
Według danych na rok 1990 gminę zamieszkiwały 422 osoby, a gęstość zaludnienia wynosiła 44 osoby/km² (wśród 1421 gmin Górnej Normandii Pierrecourt plasuje się na 513. miejscu pod względem liczby ludności, natomiast pod względem powierzchni na miejscu 372.).